# Бендер, Якоб
Якоб Бе́ндер (нем. Jakob Bender; 23 марта 1910, Дюссельдорф, Пруссия — 8 февраля 1981) — немецкий футболист, играл на позиции защитника. Бронзовый призёр чемпионата мира 1934 года.

## Биография

### Клубная карьера
Всю свою карьеру Бендер играл за дюссельдорфскую «Фортуну», в составе которой в 1933 году выиграл чемпионский титул.

### Карьера в сборной
В составе сборной Германии принимал участие на чемпионате мира 1934 года, где в составе национальной команды завоевал бронзовые медали. На турнире он сыграл в полуфинале со сборной Чехословакии (1:3) и в матче за бронзу со сборной Австрии — Германия выиграла 3:2. Всего за сборную Германии сыграл 9 матчей.

### Смерть
Скончался 8 февраля 1981 года в возрасте 70 лет.

## Достижения
«Фортуна» (Дюссельдорф)
- Чемпион Германии (1) : 1933